# Machadoia xanthosticta
Machadoia xanthosticta är en fjärilsart som beskrevs av George Francis Hampson 1901. Machadoia xanthosticta ingår i släktet Machadoia och familjen björnspinnare. Inga underarter finns listade i Catalogue of Life.